# Фалькенштайн (замок, Австрия)
Фалькеншатйн (нем. Burg Falkenstein) — средневековый замок в коммуне Оберфеллах, в федеральной земле Каринтия, Австрия. Комплекс состоит из двух отдельно стоящих сооружений. Поэтому их часто называют Оберфалькенштайн и Нидерфалькенштайн (соответственно, Верхний и Нижний Фалькеншатйн).

## Расположение

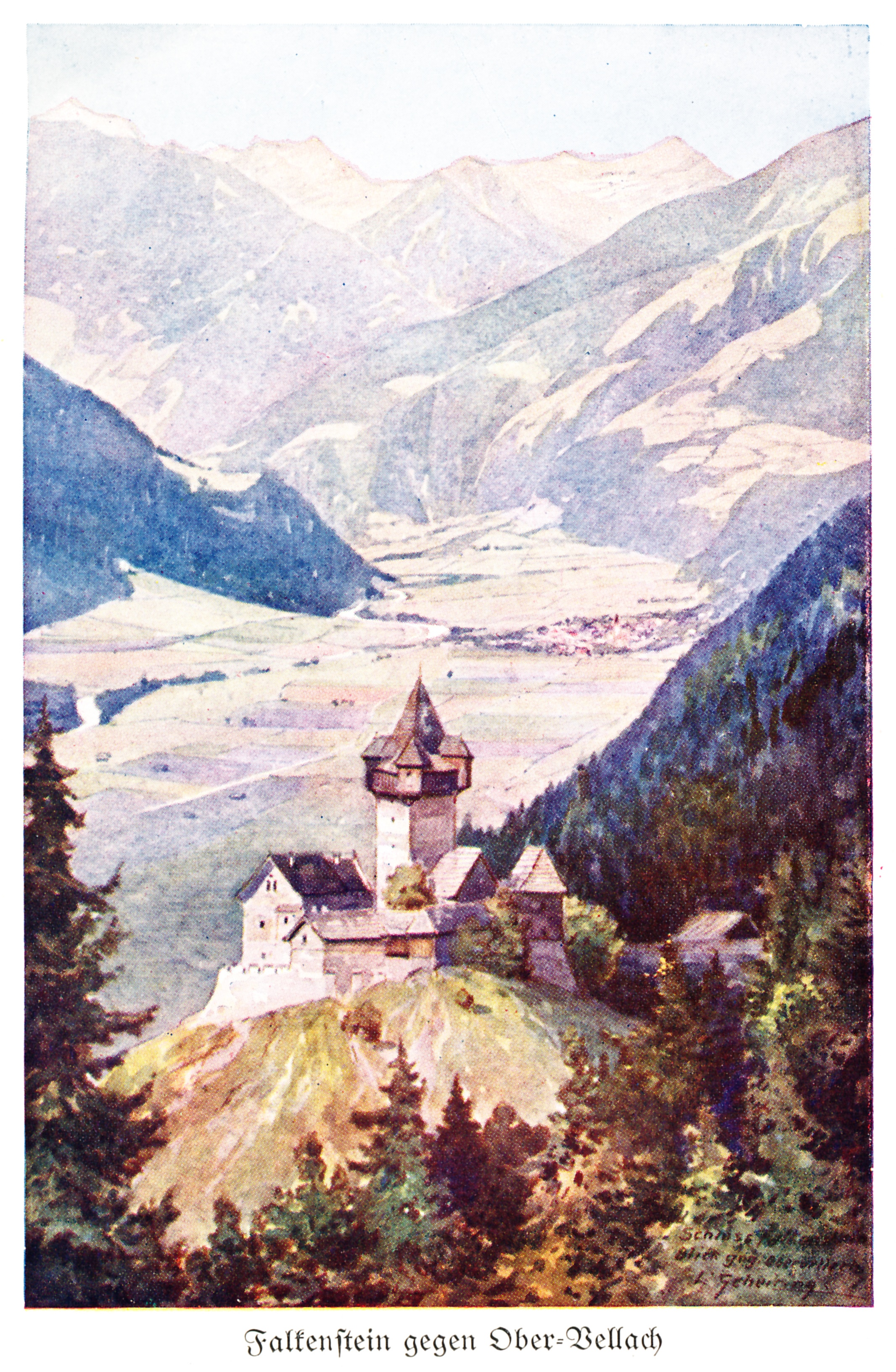
Изображение замка на картине Леопольда Шайринга, 1923 год

Замок находится около деревни Пфаффенберг на высоком скалистом хребте на северном склоне гор в долине Мёлльталь. 

## История

### Ранний период
Точная дата основания замка Фалькенштайн неизвестна. В документах крепость впервые упоминается в 1164 году. Но нет сомнения, что укрепление здесь существовало значительно раньше. В любом случае, замок является одной из старейших крепостей в Каринтии. В ранних сообщениях он именуется Valchenstain, а позднее Walchenstein. Вероятно, рядом существовало поселение с названием Вальхен. Вальхены («валлише»), — это называние итальянцев на альпийском диалекте. Можно предположить, что местные племена так называли жителей римского поселения Теурнии. Последние римляне провинции Норик покинули долину незадолго до 600 года.
Ранние владельцы Фалькенштайна имели статус министериалов, то есть рыцарей, которые находятся на службе у более знатных особ. Сюзеренами собственников замка были графы земли Горица и Градишка. Известно, что Гумпольд де Вальхенштайн, представитель третьего поколения своего рода, был назначен министериалом по велению графа Энгельберта I. Примерно с 1200 графы стали именоваться фон Гёрц.
В 1271 году Отто фон Фалькенштайн принимал участие в судебном разбирательстве споре между графами фон Гёрц и аббатством Адмонт о принадлежности каменоломен в районе Шталь-им-Мёлльталь.
Дворяне фон Фалькенштайн поддерживали дружеские отношения с бенедиктинским монастырем в Мильштатте. В 1272 году дочь Хотоса фон Фалькенштайна стала монахиней в Мильштаттском монастыре. Женский монастырь существовал с XII века рядом с более ранним мужским.
Около 1300 года род фон Фалькенштейн пресёкся. Вскоре графы фон Гёрц назначили новых министериалов в замок. Причём разных для Верхней и Нижней крепостей. 24 июня 1394 года граф Генрих IV фон Гёрц заложил Верхний Фалькенштейн австрийскому герцогу Альбрехту III. Поскольку позже граф не смог выкупить крепость, она осталась во владении Габсбургов. Заключение Пузарницкого мира стало юридическим подтверждением данной смены собственника. Император Священной Римской империи Фридрих III не раз менял дворян, которым поручалось управление замком. Причиной становились слишком высокие суммы, которые монарх требовал от своих вассалов. Сохранились документы, что 1462 году лорд замка Унтерфалькенштайн был Андреас фон Грабен цу Зоммерегг.

### XVI–XVII века
В 1504 году император Максимилиан I, вступивыший на престол в 1493 году после смерти своего отца Фридриха III, продал Фалькенштайн, а также Оберфеллах и Кирххайм (Гроскирххайм) в верхней части долины Мёлль графу Юлиану фон Лодрону за 7500 гульденов. Аполлония, жена графа, урожденная Ланг фон Велленбург, сестра зальцбургского архиепископа, кардинала Маттеуса Ланга фон Велленбурга, овдовела в 1510 году. Её новым супругом стал хорватский граф Крсто Франкопан, который и стал собственником замка. Правда, позднее вступил в конфликт с Габсбургами и погиб во время сражения. 
К началу XVI века Фалькенштайн находился в обветшавшем состоянии. Поэтому ещё в 1507 году графу фон Лодрон потратил 500 гульденов на ремонтные работы. Около 1510 года овдовевшая графиня Аполлония потратила ещё 200 гульденов на восстановление сооружений крепости. Крое того, Аполлония подарила церкви Оберфеллаха знаменитый образ работы голландского художника Яна ван Скорела.
После смерти бездетного Крсто Франкопана поместье Фалькенштайн несколько раз переходило из рук в руки. Из известных владельцев можно упомянуть богатого ювелира Кристофа Вейтмозера, графа Фердинанда фон Саламанк-Ортенбурга и Бартоломеуса фон Хэвенхюллера из влиятельного рода фон Хэвенхюллер.

### XVIII–XIX века
С 1693 по 1883 год замком владели бароны фон Штернбахи. К сожалению при их правлении крепость пришла в полный упадок. Сами собственники предпочитали проживать в замке Гроппенштайн к западу от Оберaеллаха и на ремонт Фалькенштайна никаких средств не выделяли. 
В августе 1825 года знаменитый венский альпинист и литератор Хофкаммер Йозеф Киселак (1798–1831) посетил руины замка Фалькенштайн во время своего путешествия по Австрии. Он оставил восторженные отзывы об окружающем ландшафте. 

### XX век

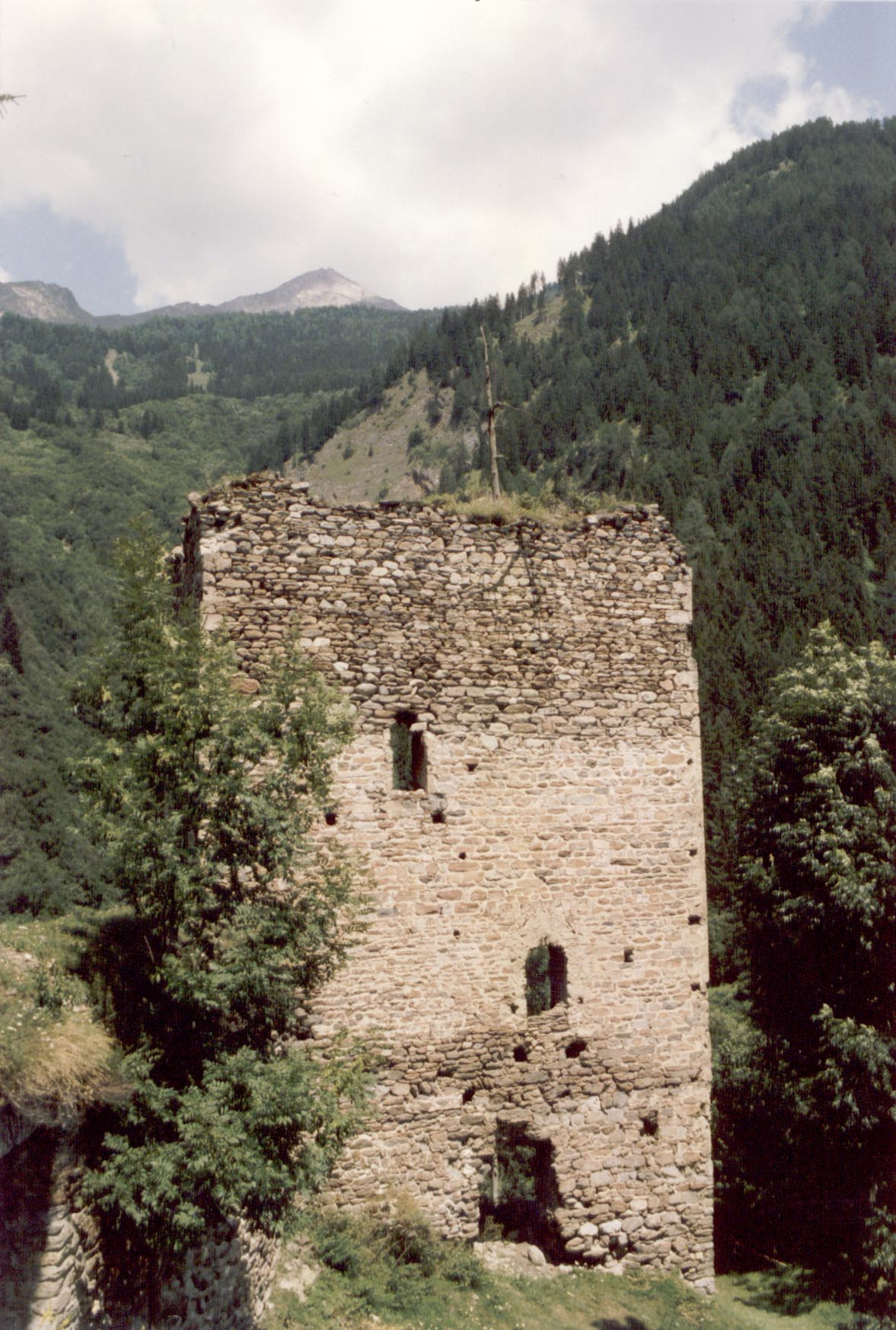
Вид замка в 1986 году (до реставрации)

В 1905 году руины замка выкупил государственный советник Фердинанд Кальтенеггер фон Ридхорст. Он потратил значительные суммы на восстановительные работы. Благодаря этому замок обрёл свой современный вид.
После смерти Ридхорст в 1912 году собственники отреставрированного замка замка вновь неоднократно менялись. C 1939 по 1947 год им владел Георг Фридрих Шайер, усыновленный бароном Трючлером фон Фалькенштейном. В 1959 году сын Георга продал замок Анне Хелене Йоханне Эхмихен, успешной предпринимательнице из немецкого Дитмаршена, которая много лет жила в Китае, Японии и США. Поскольку в 1959 году замок Нидерфалькенштайн очень сильно обветшал, Эхмихен вложила крупные суммы в реставрацию. Она также украсила замок ценными картинами и антиквариатом.
К несчастью в 1969 году в замок проник грабитель, который, заметая следы, устроил в главном здании пожар. Интерьеры и многие ценные предметы коллекции погибли в огне. Причём преступник был вскоре схвачен полицией. Он прятался в железнодорожном туннеле Тауэрнтуннель с рюкзаком, полным изделий серебра.
Эхмихен после этого удара судьбы вновь была вынуждена вложить огромные суммы в восстановление комплекса и на покупку антиквариата для интерьеров. В благодарность власти Оберфеллаха разместили памятную доску справа от главных ворот замка. Эмихен скончалась в 1987 году в замке Нидерфалькенштайн после тяжёлой болезни.
После смерти Эхмихен право собственности на замки Оберфалькенштайн и Нидерфалькенштайн перешло к её двум племянникам: Рольфу-Петеру Эхмихену (Гамбург) и Эрхарду Кристиану Манке (Берлингтон, США). Рольф-Петер в очередной раз провёл масштабную реставрацию замкового комплекса. В числе прочего были полностью заменены перекрытия, создана новая черепичная крыша и восставлены зубчатые стены. В 1989 году комплекс купил предприниматель Вайсманн, который через девять лет продал замок Нидерфалькенштайн Ферстерер, владеющей сетью отелей в Зальбах-Хинтерглемме.

## Описание замка
Прежний замок был построен в романском стиле. От жилой четырёхэтажной резиденции остались только руины. Однако полностью восстановлен квадратный бергфрид. Замок Фалькенштейн ранее был окружён кольцевой каменной стеной. Позднее она частично разрушилась. Однако во время строительства железной дороги стены не только восстановили, но и сделали более прочными, чтобы они могли выдержать вибрацию. В замок можно попасть по деревянному мостику (ранее об был подъёмным).

## Современное использование
Замок Фалькенштейн (Niederfalkenstein) является популярной достопримечательностью. С 2016 года он открыт в летние месяцы для посещения публикой.

## Интересные факты
- 13 ноября 1973 года австрийская почта выпустила марку из серии «Пейзажи из Австрии» с изображением замка.
- Миниатюрная копия замка Фалькенштайн в масштабе 1:87 имеется в ассортименте зданий для макетов железных дорог, выпускаемых компанией Kibri.

## Галерея

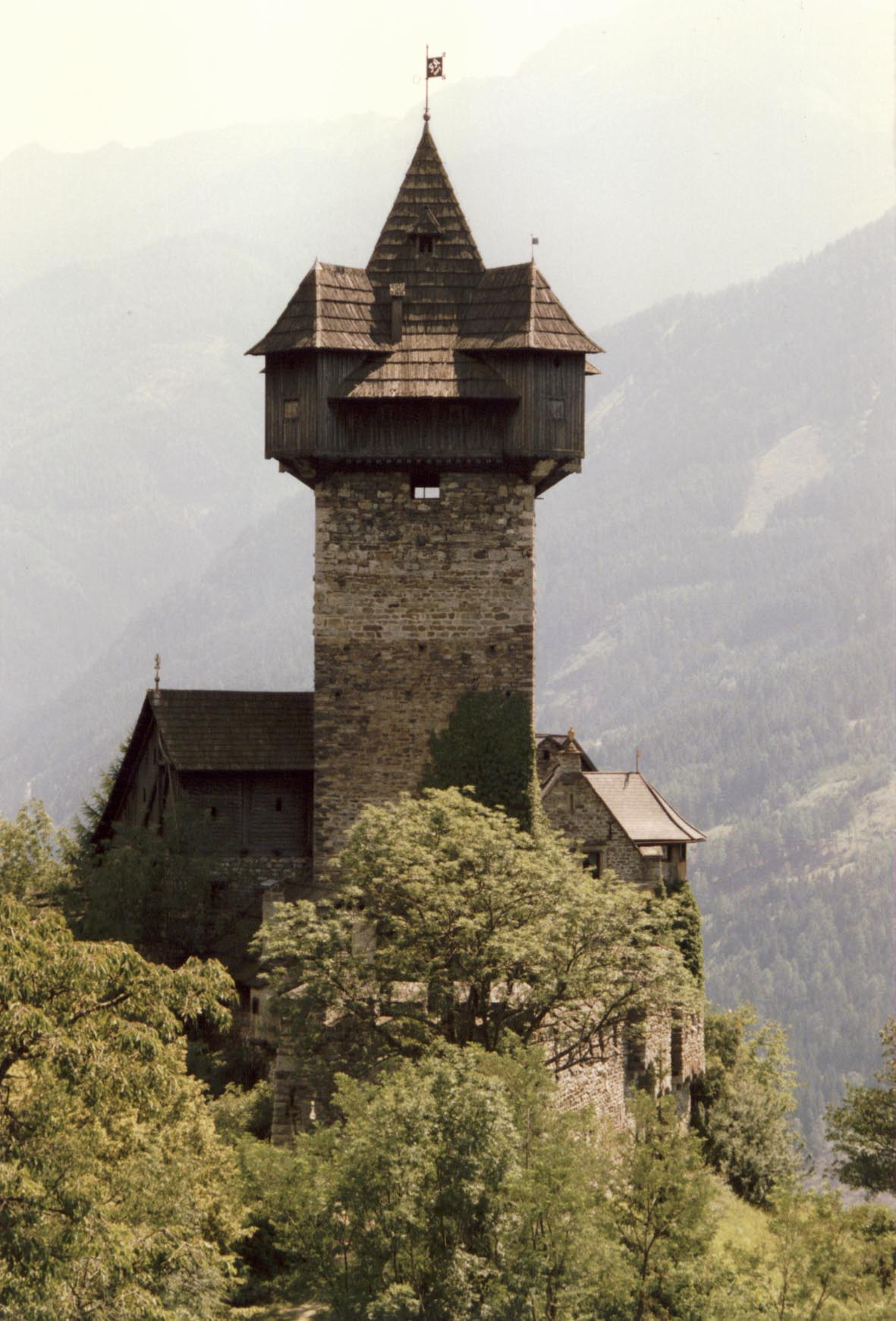
Бергфрид замка
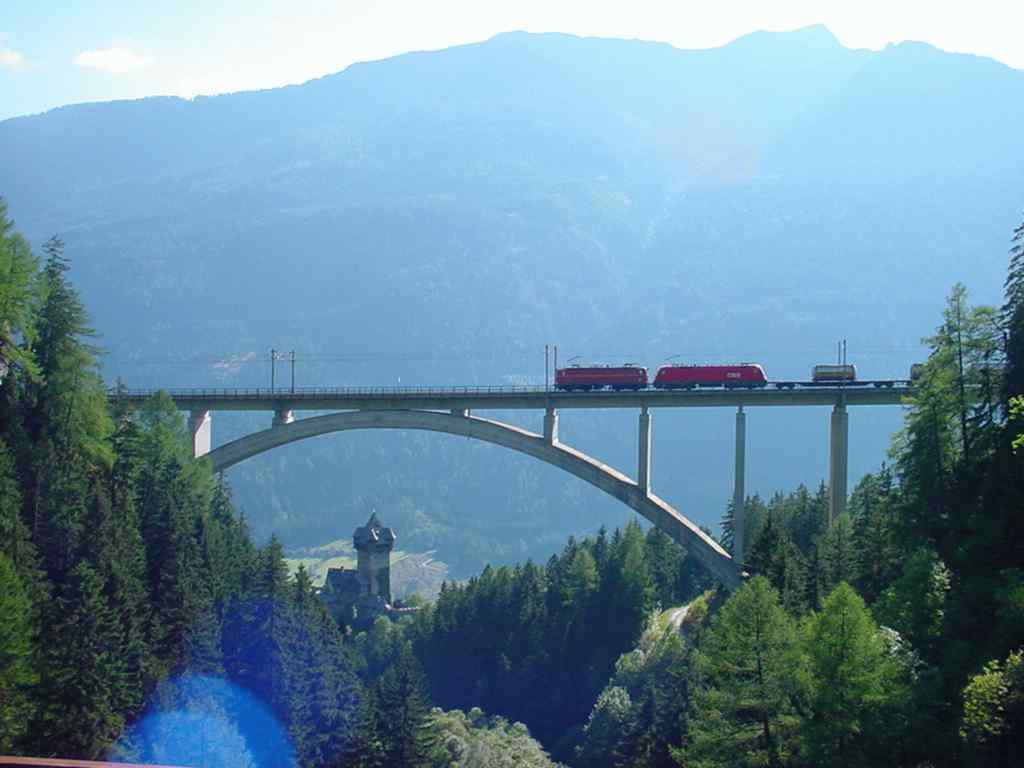
Железнодорожный мост и замок
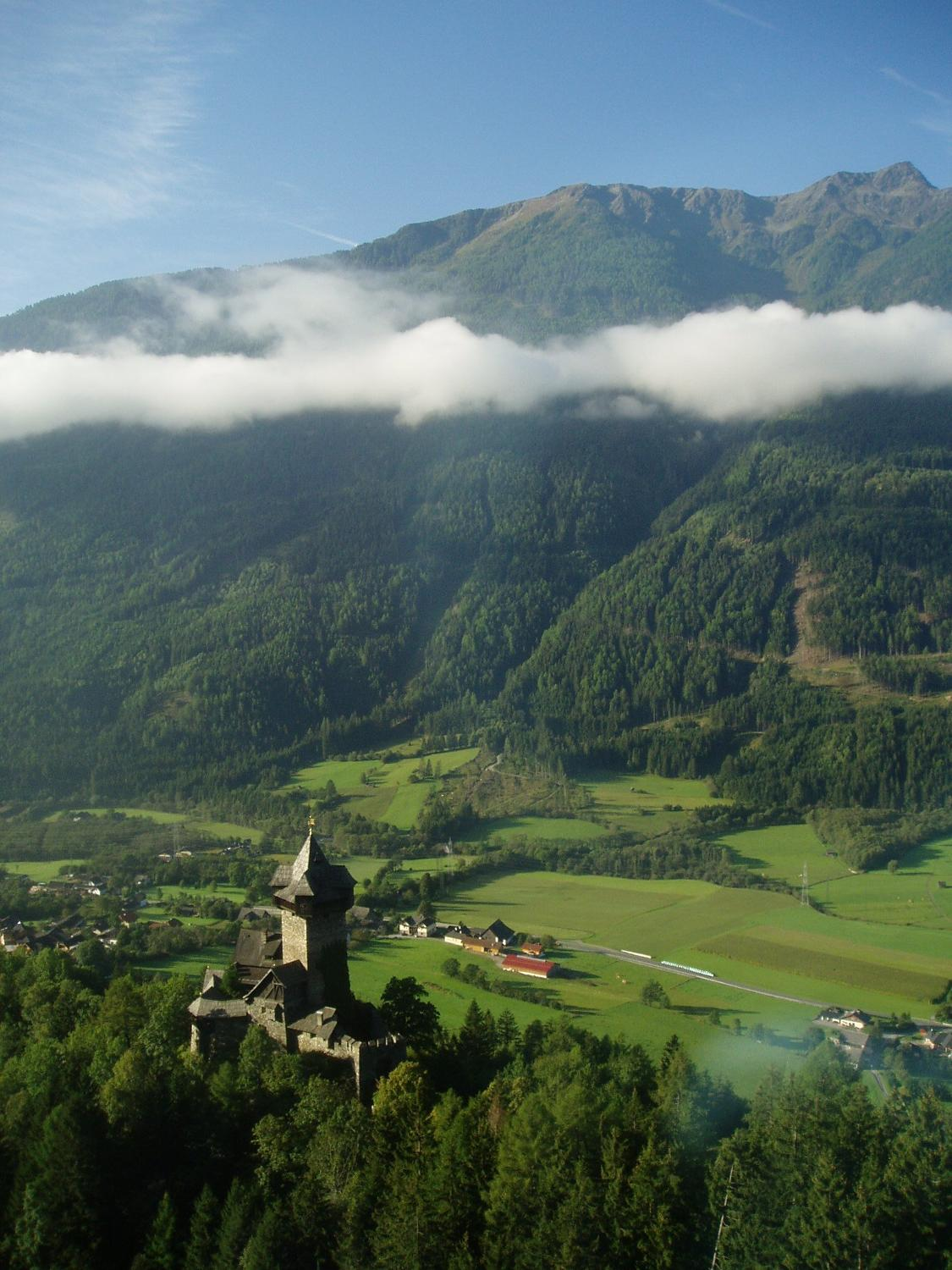
Вид замка и долины сверху
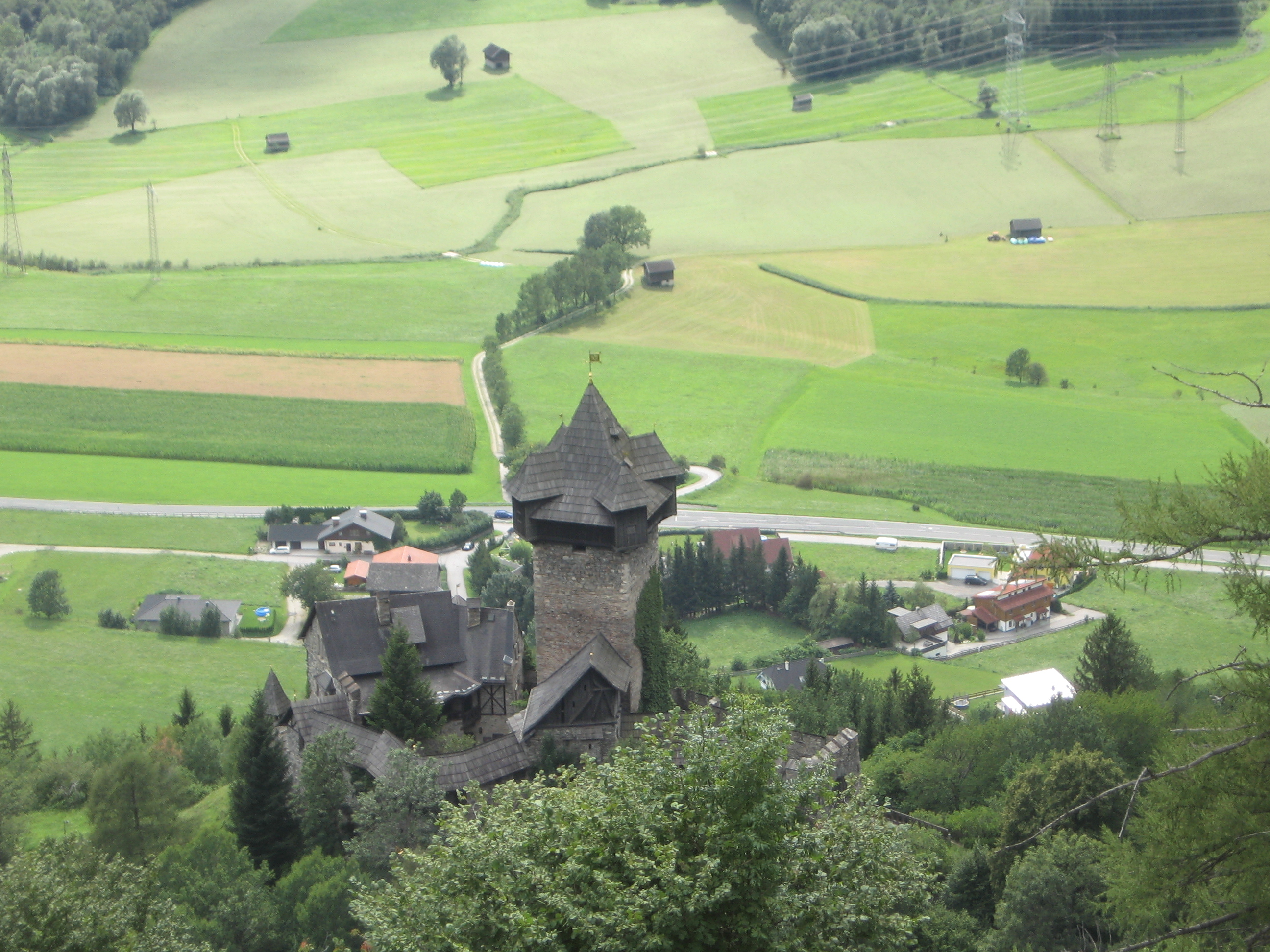
Замок на фоне деревни